# Craig Horner
Craig Horner (ur. 24 stycznia 1983 w Adelaide) – australijski aktor telewizyjny i filmowy.

## Życiorys
Urodził się w Adelaide. Ukończył St. Peters Lutheran College w Indooroopilly, na przedmieściu Brisbane. Grał w szkolnych przedstawieniach, takich jak kryminał Jeana Geneta Pokojówki i komedii Szekspira Sen nocy letniej. Następnie przeniósł się do Sydney, gdzie zaangażował się w szereg produkcji telewizyjnych lub filmowych.
W 2001 po raz pierwszy stanął przed kamerami w miniserialu science-fiction Cybergirl. Wystąpił potem w komediodramacie Blurred (2002). W biograficznym dramacie sportowym Płynąc pod prąd (Swimming Upstream, 2003) u boku Geoffreya Rusha, Judy Davis i Brittany Byrnes zagrał postać brata australijskiego pływaka (Jesse Spencer). W dreszczowcu  Hotel śmierci (See No Evil, 2006) wystąpił w roli nastolatka torturowanego na śmierć przez psychopatycznego zabójcę (Glenn Jacobs). Rozpoznawalność przyniosła mu rola Asha Dove'a w serialu H2O – wystarczy kropla (2007-2008) i kreacja Richarda Cyphera w Mieczu prawdy (Legend of the Seeker, 2008-2009).
Śpiewa i gra na gitarze. Założył zespół pod nazwą ITHACA the Band, z którym nagrał utwory: „Say What You Mean” (2014), „No Control” (2015), „Avoid” (2016) i „Easy Come, Easy Go” (2017).

## Filmografia

### Seriale TV
- 2001: Cybergirl jako Jackson
- 2006: Monarch Cove jako Caleb Demanser
- 2006: Two Twisted jako Mase
- 2007-2008: H2O – wystarczy kropla jako Ash Dove
- 2008: Na wysokiej fali (Blue Water High) jako Gary Miller
- 2008-2009: Miecz prawdy (Legend of the Seeker) jako Richard Cypher
- 2015: Dawno, dawno temu (Once Upon a Time) jako Edmond Dantès / hrabia Monte Christo

### Filmy fabularne
- 2002: Blurred jako Pete
- 2003: Płynąc pod prąd (Swimming Upstream) jako Ronald Fingleton
- 2006: Hotel śmierci (See No Evil) jako Richie
- 2014: See No Evil 2 jako Richie

### Filmy krótkometrażowe
- 2003: The Moment After